# Rubroscirus sinensis
Rubroscirus sinensis är en spindeldjursart som beskrevs av Fan 1992. Rubroscirus sinensis ingår i släktet Rubroscirus och familjen Cunaxidae. Inga underarter finns listade i Catalogue of Life.